# Hong Seung-hee
Hong Seung-hee (en hangul, 홍승희) es una actriz surcoreana.

## Carrera
Es miembro de la agencia C-JeS Entertainment (씨제스엔터테인먼트).
En diciembre de 2018 se unió al elenco recurrente de la serie Just Dance donde interpretó a Kim Joo-hyun, una alumna de primer grado.
El 11 de mayo de 2019 apareció por como invitada durante el primer episodio de la serie Voice 3 (también conocida como Voice 3: City of Accomplices) donde dio vida a Mi-hye, la amiga de Kwon Se-young (Jung Yi-seo). [cita requerida]
El 29 de noviembre del mismo año se unió al elenco principal de la serie web Who Kissed Me (también conocida como Kiss Scene in Yeonnamdong) donde dio vida a Yoon Sol, una joven que decide averiguar quién fue la persona a la que beso cuando estaba borracha, hasta el término de la serie el 14 de febrero de 2020.
El 17 de mayo de 2020 se unió al elenco de la serie Kingmaker: The Change of Destiny (también conocida como Wind, Clouds, and Tombstone), donde dio vida a la joven Princesa Lee Bong-ryun. Papel que interpretó la actriz Ko Sung-hee de adulta.
En marzo de 2021 se unió al elenco principal de la serie Like Butterfly (también conocida como Navillera) donde dio vida a Shim Eun-ho, una joven que vive al pie de la letra la vida que sus padres le han planificado sin embargo esto cambia cuando conoce a Lee Chae-rok (Song Kang).
El 14 de mayo del mismo año se unió al elenco principal de la serie Move to Heaven, donde interpretó a Na-moo, la amiga y protectora de Geu-roo (Tang Joon-sang).

## Filmografía

### Series de televisión
| Año     | Título                           | Personaje                | Notas                                 | Ref.   |
| ------- | -------------------------------- | ------------------------ | ------------------------------------- | ------ |
| 2018    | Just Dance                       | Kim Joo-hyun             |                                       |        |
| 2019    | Voice 3                          | Mi-hye                   | 2 episodios - (ep. 1-2)               |        |
| 2019    | I Wanna Hear Your Song           | Yang Soo-jung            |                                       | [ 17 ] |
| 2019    | Leverage                         | Yoo-jin                  |                                       |        |
| 2019-20 | Who Kissed Me                    | Yoon Sol                 | 12 episodios - (serie web)            |        |
| 2020    | Memorist                         | Lee Bo-yun               | 2 episodios - (ep. 2-3)               |        |
| 2020    | Kingmaker: The Change of Destiny | Lee Bong-ryun (de joven) | 7 episodios - (ep. 1-3, 6, 13-14, 21) |        |
| 2021    | Like Butterfly                   | Shim Eun-ho              | 12 episodios                          | [ 18 ] |
| 2021    | Move to Heaven                   | Na-moo                   | 10 episodios                          |        |
| prog.   | It's You Without an End          |                          | Serie web                             | [ 19 ] |

### Películas
| Año  | Título   | Personaje           | Notas                                                                             | Ref.                 |
| ---- | -------- | ------------------- | --------------------------------------------------------------------------------- | -------------------- |
| 2020 | Pawn     | Seung-yi (de joven) | Junto a Sung Dong-il, Kim Hee-won, Park So-yi, Ha Ji-won, Kim Jae-hwa y Yoo Tae-o |                      |
| 2023 | The Moon | Han-byeol           | Junto a Sol Kyung-gu, Do Kyung-soo y Kim Hee-ae                                   | [ 20 ] [ 21 ] [ 22 ] |

### Apariciones en videos musicales
| Año  | Intérpretes | Canción                                       | Notas              |
| ---- | ----------- | --------------------------------------------- | ------------------ |
| 2019 | Noel (노을) | "Late Night" ( 늦은 밤 너의 집 앞 골목길에서) | junto a Jo Ki-sung |